# Nationaal park Djurö
Nationaal park Djurö (Zweeds: Djurö Nationalpark) ligt in het Vänermeer. Het valt binnen de gemeente Mariestad in het landschap Västergötland. Het park bestaat uit een archipel van 35 eilanden en vele kleine scheren. Tegenwoordig kennen de eilanden geen permanente bewoning, maar in het verleden was dat wel het geval. Er zijn nog sporen van akkerbouw zichtbaar en de aanwezigheid van een klein aantal damherten is bewijs van de vroegere functie als jachtterrein.
Abisko · Ängsö · Åsnen · Björnlandet · Blå Jungfrun · Dalby Söderskog · Djurö · Färnebofjärden · Fulufjället · Garphyttan · Gotska Sandön · Hamra · Haparanda Skärgård · Kosterhavet · Muddus/Muttos · Norra Kvill · Padjelanta/Badjelánnda · Pieljekaise · Sånfjället · Sarek · Skuleskogen · Söderåsen · Stenshuvud · Stora Sjöfallet/Stuor Muorkke · Store Mosse · Tiveden · Töfsingdalen · Tresticklan · Tyresta · Vadvetjåkka